# 小芭拉蛛
小芭拉蛛（学名：Parasyrisca minor）为平腹蛛科芭拉蛛属的动物。在中国大陆，分布于甘肃等地。该物种的模式产地在甘肃。